# Кавакурта
Кавакурта (італ. Cavacurta) — муніципалітет в Італії, у регіоні Ломбардія, провінція Лоді.
Кавакурта розташована на відстані близько 430 км на північний захід від Рима, 55 км на південний схід від Мілана, 22 км на південний схід від Лоді.
Населення — 833 особи (2014).

## Демографія
Населення за роками:

Станом на 31 грудня 2014 року в муніципалітеті офіційно проживало 60 іноземців з 14 країн, серед них 5 громадян країн Євросоюзу та 2 громадяни України.

## Сусідні муніципалітети
- Камаїраго
- Кодоньо
- Малео
- Піццигеттоне